# Dexaminoculus acutipes
Dexaminoculus acutipes is een vlokreeftensoort uit de familie van de Dexaminidae. De wetenschappelijke naam van de soort is voor het eerst geldig gepubliceerd in 1979 door Ledoyer.